# Fernand Prunier
Pour les articles homonymes, voir Prunier (homonymie).
Fernand Maurice Daniel Prunier est un ingénieur français anti-relativiste, né le 21 octobre 1897 et mort le 21 septembre 1971,.

## Biographie
Ancien élève de l'École polytechnique (promotion 1920), il a fait sa carrière à la SNCF. Il a publié de 1933 à 1948 de nombreux articles scientifiques. Il a joué un rôle dans l'histoire de la théorie de la relativité.

## Livres
- Newton, Maupertuis et Einstein, réflexions à propos de la relativité (1929)
- Sur un déplacement de franges enregistré sur une plate-forme en rotation uniforme, avec Alexandre Dufour (1940)
- Quelques observations et expériences nouvelles et leurs conséquences pour les théories de la physique (1946)
- Sur des relations numériques discrètes entre les éléments des astres du système solaire et sur leur interprétation (1950)
- Sur le théorème de Fermat, Fermat l'a-t-il démontré? (1966)

## Publications
- Sur une expérience de Georges Sagnac qui serait faite avec des flux d'électrons (janvier 1935)
- Sur l’observation du phénomène de Sagnac avec une source éclairante non entrainée (mai 1937)
- Sur l’observation du phénomène de Sagnac par un observateur non entraîné (juin 1937)
- Sur l’effet Sagnac (octobre 1937)
- Sur l’effet observé sur un disque de Sagnac en rotation quand une partie du circuit optique n’est pas entrainée (mars 1939)
- On a Displacement of Fringes Recorded on a Platform in Uniform Rotation (septembre 1942)